# Høst-Madsen-Medaille
Die Høst-Madsen-Medaille ist ein Preis für Pharmazie der International Pharmaceutical Federation (FIP).
Sie ist nach Erik Høst-Madsen benannt, einem früheren Präsidenten der FIP und erstem Träger des Preises, und wurde erstmals 1955 verliehen. Die Verleihung erfolgt in mehrjährigem Abstand (zuletzt alle drei Jahre) auf dem jährlichen Kongress der International Pharmaceutical Federation.

## Preisträger
- 1955 Erik Høst-Madsen (Dänemark)
- 1958 R. Fabre (Frankreich)
- 1960 Jakob Büchi (Schweiz) & S. Schou (Dänemark)
- 1962 Kurt Mothes (Deutschland)
- 1964 Maurice-Marie Janot (Frankreich)
- 1966 Eugen Bamann (Deutschland)
- 1968 R. Ruyssen (Belgien)
- 1970 Hans Flück (Schweiz)
- 1972 John Wagner (Vereinigte Staaten)
- 1974 M. Guillot (Frankreich)
- 1978 Gerhard Levy (Vereinigte Staaten)
- 1980 J. Polderman (Niederlande) & R. Paris (Frankreich)
- 1982 Arnold Beckett (Vereinigtes Königreich)
- 1984 G. Schill (Schweden)
- 1986 Tsuneji Nagai (Japan)
- 1989 Peter Speiser (Schweiz) & Joseph Swintoski (Vereinigte Staaten)
- 1991 Milo Gibaldi (Vereinigte Staaten)
- 1993 Douwe Breimer (Niederlande)
- 1995 David Jack (Vereinigtes Königreich)
- 1997 Alastair Florence (Vereinigtes Königreich)
- 1999 Ronald Borchardt (Vereinigte Staaten)
- 2001 Leslie Z. Benet (Vereinigte Staaten)
- 2003 Ernst Mutschler (Deutschland)
- 2005 Stanley S. Davis (Vereinigtes Königreich)
- 2007 Patrick Couvreur (Frankreich)
- 2009 Yuichi Sugiyama (Japan)
- 2011 Malcolm Rowland (Vereinigtes Königreich)
- 2013 Daan J. A. Crommelin (Niederlande)
- 2015 Hans E. Junginger (Deutschland)
- 2017 Mitsuru Hashida (Japan)
- 2019 Meindert Danhof (Niederlande)
- 2021 Hideyoshi Harashima (Japan)
- 2024 Vinod P. Shah (Vereinigte Staaten)[2]